# العقام (جبلة)

تعديل مصدري - تعديل

العقام محلة تابعة لقرية الصلاحف، التابعة لعزلة جبل رعوين بمديرية جبلة إحدى مديريات محافظة إب في الجمهورية اليمنية، بلغ تعداد سكانها 84 حسب تعداد اليمن لعام 2004.